# 밥 닐
밥 닐(Bob Neal, 1917년 10월 16일 ~ 1983년 5월 9일)은 컨트리 음악 홍보가다. 엘비스 프레슬리, 조니 캐시, 소니 제임스, 톰 T. 홀 등의 인물들의 매니저로 종사한 바 있다. 본명은 로버트 닐 홉굿(Robert Neal Hobgood).

## 삶
벨기에령 콩고에서 미국인 선교사 부부의 아들로 태어났다.
1942년 멤피스의 라디오 방송국 WMPS에 취직했다. 컨트리 음악을 틀지 아니하였지만 1950년대 초에 특화된 스타일로 성공을 세웠다.
1954년 샘 필립스가 아세테이트에 취입된 엘비스 프레슬리의 처녀반을 넘겨준다. WHBQ의 듀이 필립스와 더불어, 그는 WMPS에서 본 음반을 홍보하는 데 일조했다. 닐은 실연 행사를 주최하던, 이따금은 그 행사를 진행하던 위인이기도 했다. 샘 필립스의 촉탁을 받아 1954년 7월 30일 테네시주 멤피스의 오버튼 공원에서 엘비스 프레슬리의 첫 실연 무대를 꾸민 것이 바로 그였다.
1955년 1월 1일, 밥 닐은 기타리스트 스코티 무어의 뒤를 이어 공식적으로 엘비스 프레슬리의 매니저로 들어앉는다.
1955년 2월, "엘비스 프레슬리" 상품을 권매하고자 엘비스 프레슬리 엔터프라이즈를 발기한다. 사무소는 테네시주 멤피스의 피바디 호텔의 맞은편 유니온 가 160번지에 차려져 있었다. 1955년 3월 15일 엘비스와 1년 계약에 서명한다. 엘비스는 써 15퍼센트의 수수료를 때 주게 된다.
1955년 11월 21일 엘비스가 선과 체결한 계약을 RCA가 매입한다. 같은 시각 톰 파커 대령과 밥 닐은 엘비스의 수익에서 40퍼센트의 수수료를 별러 분수하기로 합의한다. 이러는 동안 밥 닐의 생활은 점차 망쇄하여 탈려 갔다. 그 와중에도 DJ를 겸직하고 있었을뿐더러 멤피스에서 음반점을 개업하기까지 한 까닭이었다. 그예 1956년 3월 15일, 계약이 만료되었으되, 계약 연장을 포기하였기 때문에 톰 파커 대령 단독으로 엘비스 프레슬리의 매니저가 된다. 닐은 후에 이리 말했다. "엘비스가 대스타가 되리란 거, 짐작하고 있었지요. 그렇거니와, 그다지 뜰 줄은 전혀 회중에 없었습니다. 손을 뗀 편이 잘된 것이라고 생각해요."
그 몇 달 뒤, 닐은 연예기획 주식회사 스타즈(Stars)를 개업, 조니 캐시, 칼 퍼킨스, 로이 오비슨, 소니 제임스, 워렌 스미스, 제리 리 루이스 등속 아티스트를 대리하고 출연 예약을 도모했다.
1958년 조니 캐시를 제한 모든 계약을 몰각, 제 일가 및 조니 일가와 캘리포니아 주로 이사한다. 이듬해에는 조니를 위해 호주 순회공연을 잡아 놓기도 했다. 할리우드는, 엘비스라면 모를까 그들에게는 별 유익한 장소가 되지 못했다. 1960년 말, 종시 엘비스 간의 계약을 해소하고 영영 재계약하지 않았다. 로열티 분배 건을 후하게 합의하는 등, 두 명은 오붓이 갈라섰다.
이후 테네시 주로 돌아와 내슈빌에 정착했다. 1960년대 전반에 걸쳐 연예 기획자에 종사했다.
1964년 컨트리 음악 뉴스 서비스(Country Music News Service)를 출범한다. 이 회사는 제휴한 라디오 방송국들에게 녹화된 보도 자료와 이름난 컨트리 음악인에 대한 주간 인터뷰를 제공했다.
1970년대, 컨트리 음악 협회의 감독을 맡아 수행했다.
그는 종생 대령이 엘비스에게 한 일을 헐뜯지 않고 되레 추어 말했다. 다만 엘비스가 즐거이 임했던, 실연을 자기라면 그다지 오래 그만두도록 막지 않았을 거라고 기견했다.
1977년 엘비스가 사망한 해, 내슈빌 연예기획협회에서 컨트리 음악계에서의 그의 공로를 치하하여 올해의 인물상을 수여했다.
1983년 5월 9일, 내슈빌의 파크 뷰 병원에서 숨을 거뒀다.
이듬해인 1984년 10월 12일, 닐은 컨트리 음악 디스크자키 명예의 전당에 헌액되었다.